# Psychotria bisulcata
Psychotria bisulcata är en måreväxtart som beskrevs av Robert Wight och George Arnott Walker Arnott. Psychotria bisulcata ingår i släktet Psychotria och familjen måreväxter. Inga underarter finns listade i Catalogue of Life.